# Перегримка
Перегримка (пол. Pielgrzymka) — лемківське село в Польщі, у гміні Осек-Ясельський Ясельського повіту Підкарпатського воєводства.
Населення — 741 особа (2011).

## Розташування
Лежить над потоком Клопітниця — лівої притоки річки Віслока.
Лежить при воєводській дорозі № 993 за 4 км на південний захід від центру гміни села Осек-Ясельський, 15 км на південь від повітового центру Ясло і за 62 км на південний захід від воєводського центру Ряшева.

## Історія села
Згадується в 1400 р. селом на німецькому праві. Належало Гамратам гербу «Сулима». Пізніше стала власністю Мнішеків на волоському праві. Донька Юрія Мнішека Марина Мнішек проживала в замку в Перегримці і часто бував тут її чоловік Дмитро Самозванець.
За податковим реєстром 1581 р. село в Бецькому повіті було власністю за волоським правом Яна Мнішека, орендував Пьотр Броньовський; в селі було 15 селянських ланів, 9 загородники з ріллею, 5 коморників з тягловою худобою і 1 без худоби, «піп руський з церквою».
Наприкінці XIX ст. в селі було 1608 жителів, парафіяльна школа, москвофільська читальня імені Качковського, каси гмінна і церковна. В 1914 р. австрійська влада інтернувала кількох жителів до табору в Талергофі, які повернулися в 1916 р. В 1915 р. під час боїв тут загинуло кілька німецьких солдатів, які були поховані на подвір'ї церкви.
Тилявська схизма не торкнулася жителів села: станом на 1936 рік тут проживало 1033 греко-католики.
До 1945 року було переважно лемківське населення: з 1180 жителів села — 1010 українців, 160 поляків (проживали в окремому присілку) і 10 євреїв.
До 1945 р. в селі була греко-католицька парохія Дуклянського деканату, до якої також входили Клопітниця, Гута Самокляська, Мрокова, Самокляски і Змигород. Метричні книги провадились від 1784 р.
У 1945 році більшість мешканців села було переселено на схід України, а 26 травня 1947 року в ході операції «Вісла» 32 особи було депортовано на понімецькі землі Польщі, на їх місце були поселені поляки, а знелюдніле поселення Клопітниця приєднане до Перегрики.

## Демографія
Демографічна структура станом на 31 березня 2011 року:
|          | Загалом | Допрацездатний вік | Працездатний вік | Постпрацездатний вік |
| -------- | ------- | ------------------ | ---------------- | -------------------- |
| Чоловіки | 372     | 73                 | 264              | 35                   |
| Жінки    | 369     | 81                 | 211              | 77                   |
| Разом    | 741     | 154                | 475              | 112                  |

## Пам'ятки
- Церква Архангела Михаїла 1870 р. з іконами XVI—XVII ст. до 1947 р. була греко-католицькою, після депортації лемків пустувала, в 1960 р. передана Польській православній церкві.

## Народились
- Мишковський Тит Іванович (14 жовтня 1861 — 4 лютого 1939, Львів) — священик-москвофіл, духовний письменник, громадський діяч та педагог (декан теологічного факультету греко-католицької академії).